# Marsdenia nicoyana
Marsdenia nicoyana är en oleanderväxtart som beskrevs av Henri François Pittier. Marsdenia nicoyana ingår i släktet Marsdenia och familjen oleanderväxter. Inga underarter finns listade i Catalogue of Life.